# Harrisburg (Oregon)
Harrisburg az Amerikai Egyesült Államok északnyugati részén, Oregon állam Linn megyéjében helyezkedik el. A 2010. évi népszámláláskor 3567 lakosa volt. A város területe 3,76 km², melyből 0,13 km² vízi.

## Éghajlat
| Hónap                         | Jan.  | Feb.  | Már. | Ápr. | Máj. | Jún. | Júl. | Aug. | Szep. | Okt. | Nov.  | Dec.  | Év    |
| ----------------------------- | ----- | ----- | ---- | ---- | ---- | ---- | ---- | ---- | ----- | ---- | ----- | ----- | ----- |
| Rekord max. hőmérséklet (°C)  | 20,6  | 25,6  | 26,7 | 31,7 | 35,0 | 38,9 | 41,1 | 42,2 | 39,4  | 34,4 | 24,4  | 20,0  | 42,2  |
| Átlagos max. hőmérséklet (°C) | 8,3   | 10,6  | 13,3 | 16,1 | 19,4 | 22,8 | 27,8 | 28,3 | 25,0  | 17,8 | 11,1  | 7,8   | 17,4  |
| Átlaghőmérséklet (°C)         | 4,7   | 6,2   | 8,1  | 10,3 | 12,1 | 15,9 | 19,2 | 19,5 | 16,7  | 11,4 | 7,1   | 4,5   | 11,3  |
| Átlagos min. hőmérséklet (°C) | 1,1   | 1,7   | 2,8  | 4,4  | 6,7  | 8,9  | 10,6 | 10,6 | 8,3   | 5,0  | 3,3   | 1,1   | 5,4   |
| Rekord min. hőmérséklet (°C)  | −20,0 | −19,4 | −7,8 | −3,9 | −2,2 | 0,0  | 3,9  | 1,7  | −1,1  | −8,3 | −11,1 | −24,4 | −24,4 |
| Átl. csapadékmennyiség (mm)   | 175   | 143   | 127  | 85   | 70   | 38   | 14   | 15   | 33    | 83   | 196   | 199   | 1178  |
| Forrás: The Weather Channel   |       |       |      |      |      |      |      |      |       |      |       |       |       |

## Népesség

### 2010
A 2010-es népszámláláskor a városnak 3567 lakója, 1238 háztartása és 966 családja volt. A népsűrűség 982,6 fő/km2. A lakóegységek száma 1318, sűrűségük 363,1 db/km2. A lakosok 91,3%-a fehér, 0,5%-a afroamerikai, 1%-a indián, 0,3%-a ázsiai, 0,1%-a a Csendes-óceáni szigetekről származik, 3,2%-a egyéb, 3,4%-a pedig kettő vagy több etnikumú. A spanyol vagy latino származásúak aránya 8% (6,6% mexikói, 0,4% Puerto Ricó-i,  1% egyéb spanyol vagy latino származású.)
A háztartások 44,3%-ában élt 18 évnél fiatalabb. 60,3% házas, 12,8% egyedülálló nő, 4,8% egyedülálló férfi, 22% pedig nem család. 17,2% egyedül élt; 5,8%-uk 65 éves vagy idősebb. Egy háztartásban átlagosan 2,88 személy élt; a családok átlagmérete 3,21 fő.
A medián életkor 33,7 év volt. A város lakóinak 30,4%-a 18 évesnél fiatalabb, 7,3% 18 és 24 év közötti, 29,5%-uk 25 és 44 év közötti, 24,2%-uk 45 és 64 év közötti, 8,6%-uk pedig 65 éves vagy idősebb. A lakosok 49,4%-a férfi, 50,6%-a pedig nő.

### 2000
A 2000-es népszámláláskor  a városnak 2795 lakója, 989 háztartása és 751 családja volt. A népsűrűség 770 fő/km2. A lakóegységek száma 1038, sűrűségük 286 db/km2. A lakosok 92,99%-a fehér, 0,11%-a afroamerikai, 1,22%-a indián, 0,57%-a ázsiai,  2,86%-a egyéb-, 2,25%-a pedig kettő vagy több etnikumú. A spanyol vagy latino származásúak aránya 5,69% (5,1% mexikói, 0,2% Puerto Ricó-i,  0,4% pedig egyéb spanyol/latino származású.)
A háztartások 43,2%-ában élt 18 évnél fiatalabb. 60% házas, 11% egyedülálló nő; 24% pedig nem család. 17,6% egyedül élt; 6,1%-uk 65 éves vagy idősebb. Egy háztartásban átlagosan 2,83 személy élt; a családok átlagmérete 3,19 fő.
A város lakóinak 31,4%-a 18 évesnél fiatalabb, 9,2% 18 és 24 év közötti, 32,5%-uk 25 és 44 év közötti, 18,1%-uk 45 és 64 év közötti, 8,8%-uk pedig 65 éves vagy idősebb. A medián életkor 31 év volt. Minden 100 nőre 104 férfi jut; a 18 évnél idősebb nőknél ez az arány 99,3.
A háztartások medián bevétele 40 106 amerikai dollár, ez az érték családoknál $41 953. A férfiak medián keresete $34 509, míg a nőké $25 298. A város egy főre jutó bevétele (PCI) $15 822. A családok 6,4%-a, a teljes népesség 9,7%-a élt létminimum alatt; a 18 év alattiaknál ez a szám 11,8%, a 65 évnél idősebbeknél pedig 6%.